# Севастопольський академічний російський драматичний театр імені Анатолія Луначарського
Севастопольський академічний російський драматичний театр імені А. В. Луначарського — академічний російський драматичний театр, розташований в анексованому Російському Федерацією українському місті Севастополі; значний культурний осередок міста.

## Загальні дані
Севастопольський академічний російський драматичний театр імені А. В. Луначарського міститься у спеціально зведеній будівлі і розташований у самому центрі Севастополя за адресою: проспект Нахімова, буд. 6, м. Севастополь—99011 (Україна).

## Історія театру
Історія театрального Севастополя є надзвичайно багатою. Тут у різні роки грали Марко Кропивницький, Микола Садовський, Марія Заньковецька, М. Щепкін, Г. Федотова, В. Коміссаржевська, Ф. Шаляпін. У 1900 році А. Чехов дивився в Севастополі свою «Чайку» у виконанні акторів МХАТу — театр приїхав на свої перші гастролі повним складом на чолі з К. Станіславським і В. Немировичем-Данченком.
За ініціативою співака Л. Собінова, який очолював у той період підвідділ мистецтв у Севастополі, відділ народної освіти Севревкома в наказі від 14 грудня 1920 наказав «надалі іменувати 1-й Радянський театр (колишній „Ренесанс“) театром імені Луначарського». На тогочасних афішах значаться імена В. Фокіна, М. Царьова, В. Петіпа.
У 1920—30-і роки на сцені севастопольського театру йшли постановки за найвідомішими творами російської, радянської та світової драматургії: «Любов Ярова», «Розлом», «Бронепоїзд 14-69», «Овід», «Маскарад», «Отелло», п'єси Олександра Островського та інші.
Під час оборони Севастополя в 1941—42 роках актори сформували фронтові бригади і обслуговували військові частини, кораблі, шпиталі. Відразу після визволення міста театр повернувся до Севастополя. В умовах зруйнованого міста, без театральної будівлі та обладнання колектив спромігся поставити великі твори: «За тих, хто в морі» Б. Лавреньова, «Російське питання» К. Симонова, «Кремлівські куранти» і «Третя Патетична» М. Погодіна, «Ревізор» М. Гоголя, «Анна Кареніна» Л. Толстого.
У 1957 році виставою «Оптимістична трагедія» Вс. Вишневського театр відкрив сезон у новому приміщенні. Розпочався новий етап у творчому житті театру. У репертуарі колективу в цей час поряд з класикою твори про героїчне минуле, актуальні соціальні проблеми, як радянських, так і популярних зарубіжних драматургів — Мольєра, Софокла, Евріпіда, М. Гоголя, М. Горького, О. Островського, А. Луначарського, К. Симонова, О. Корнійчука, Ю. Бондарева, О. Гельмана, О. Дударєва, В. Шукшина, І. Рачади, Ю. Семенова, Ж. Жіроду, В. Гюго та інших.
У 1986 році вистава театру «Проводимо експеримент», а також постановочна група були нагороджені дипломами 1, 2 і 3 ступеня ВДНГ України.
У 2000 році колектив очолив як художній керівник і генеральний директор заслужений діяч мистецтв АРК, лауреат Держпремії АР Крим Володимир Магар (молодший).
У 1976—2003 роках у театрі працювала Народна артистка України Світлана Рунцова, дружина легендарного режисера, Народного артиста СРСР Володимира Магара (старшого) і мама В. В. Магара.
Знаменна подія в історії колективу сталась у 2002 році — театрові був присвоєний статус академічного.
На даному етапі Севастопольський академічний російський драматичний театр імені А. В. Луначарського є значним культурним осередком міста, популяризатором російської і світової культури.

## Трупа
У складі трупи театру в теперішній час (кінець 2000-х років) працюють два народних артиста України: Людмила Кара-Гяур, Анатолій Підлісний, три заслужених діяча мистецтв України: Галина Бубнова, Катерина Троценко, Борис Ступін, вісім заслужених артистів України: Ніна Белослудцева, Анатолій Бобер, Тетяна Бурнакіна, Світлана Євдокимова, Микола Карпенко, Людмила Шестакова, Борис Чернокульський, Віталій Таганов, два заслужених працівника культури України: Анатолій Безбах та Наталія Шмикова, шість заслужених артистів Автономної республіки Крим: Тетяна Бурнакіна, Юлія Нестранська, Борис Некрасов, Віталій Полусмак, Олександр Селівон, Борис Черкасов, два заслужених діяча мистецтв АРК: Володимир Магар і Борис Люля, заслужений працівник культури АРК Альбіна Александрова, п'ять лауреатів Державної премії Криму: Анатолій Бобер, Володимир Магар, Анатолій Підлісний, Борис Черкасов, Борис Чернокульський, три лауреати премії ім. Заньковецької, лауреат премії ім. Бучми та багато талановитої молоді.

## Репертуар і діяльність
У сценічній редакції та постановці худкерівника театру Володимира Магара на сцені театру йдуть вистави «Темна історія, або фантазії на тему» Чорного квадрата «Казимира Малевича»", «Подруга життя», «Міленіум», «Репетиція п'єси А. Чехова „Дядя Ваня“ у провінційному театрі».
Крім того, у чинному (сезон 2009/2010) репертуарі театру постановки за вітчизняною та світовою класикою або варіації на її тему — «Городничий» та «Одруження» за М. Гоголем, «Іванов» за А. Чеховим, «Таланти і прихильники» за О. Островським, «Медовий місяць у Венеції» за С. Моемом, «Дон Жуан».
Театр багато гастролює (Київ, Москва, Санкт-Петербург, Рига, Баку, Брянськ, Мінськ, Вільнюс, Уфа, Гомель, Херсон, Запоріжжя, Харків, Сімферополь, Дніпродзержинськ, Дніпропетровськ, Тернопіль, Івано-Франківськ, Чернівці та інші міста України та СНД), а також приймає гостей з ближнього і далекого зарубіжжя на власні традиційні фестивалі. Особливо популярний Міжнародний театрально-музичний фестиваль «Херсонеські ігри».

## Виноски
1. 1 2  Європейська театральна архітектура — Arts and Theatre Institute.
2. ↑  Режисер (театру) [Архівовано 2010-12-24 у Wayback Machine.] на Вебсторінка театру [Архівовано 2011-09-26 у Wayback Machine.] на www.sevastopol.net.ua (вебресурс «Севастополь. Міський інформаційний центр») (рос.)
3. ↑  Історія (театру), ч. 2[недоступне посилання з травня 2019] на Офіційна вебсторінка театру [Архівовано 18 грудня 2014 у Wayback Machine.] (рос.)
4. ↑  Репертуар (театру) [Архівовано 21 лютого 2011 у Wayback Machine.] на Офіційна вебсторінка театру [Архівовано 18 грудня 2014 у Wayback Machine.] (рос.)